# صفيراء جرداء
صفيراء جرداء (الاسم العلمي:Sophora glabra) هي نوع نباتي يتبع جنس الصفيراء من فصيلة البقولية.